# Ткибульская и Терджольская епархия
Ткибульская и Терджольская епархия (груз. ტყიბულისა და თერჯოლის ეპარქია) — епархия Грузинской православной церкви на территории Ткибульского и Тержольского муниципалитетов в Западной Грузии.

## История
21 декабря 2006 года решением Священного Синода Грузинской православной церкви была образована Ткибульская и Терджольская епархия.

## Епископы
- с 21 декабря 2006 года — Георгий (Шаламберидзе) [2].